# Sa Caleta (Lloret de Mar)
Sa Caleta és una petita platja urbana del municipi de Lloret de Mar (Selva) situada al costat de llevant de la platja de Lloret, passada la petita cala d'es Pou. Orientada al sud-est, té una longitud de 60 m i una amplada mitjana de 22 m, formada per sorra gruixuda i grava, amb un pendent del 5%. El fons marí és sorrenc els primers metres, encara que de seguida es torna rocallós. A la sorra s'acumulen barques de pescadors.
A manca de port a Lloret de Mar, sa Caleta ha estat considerat el petit embarcador natural de la vila, en estar arrecerada del vent i del mal temps.
A l'extrem de llevant comença el camí de ronda, que a la vegada és el 'camí del Castell de sa Caleta', que passa sota el castell d'en Plaja, que malgrat ser una propietat privada, forma la típica estampa de la població. Darrere el castell hi ha el poblat ibèric del Turó Rodó. Passada la punta des Calafats, el camí de ronda passa per la rocallosa cala dels Frares.
Sobre la platja, al final del passeig de sa Caleta, es va erigir l'any 1978 un monument als indians pobres: 'Lloret de Mar recorda agraïda l'esforç i bona voluntat d'aquells fills seus que emigraren a Amèrica per fer fortuna i no van tenir sort. 1778-1978'.